# Alpha Regio
Alpha Regio ist ein Hochland auf dem Planeten Venus. Es ist nach Alpha, dem ersten Buchstaben des griechischen Alphabets, benannt, weil es 1963 die erste mit Radar von der Erde aus gesichtete Struktur der Venusoberfläche war. Der Name wurde 1979 von der Internationalen Astronomischen Union (IAU) genehmigt.

## Beschreibung
Alpha Regio ragt mit einem Durchmesser von etwa 1300 Kilometern aus den umgebenden Tiefländern empor. Nach der planetaren Nomenklatur ist es ein Tessera; diese Bezeichnung steht für eine parkettähnlich, polygonal gegliederte Landschaftsform auf der Venus. Das Hochland wird von annähernd rechtwinklig zueinander verlaufenden Verwerfungen durchzogen und von vielfältigen geologischen Merkmalen wie Mulden, Schluchten, Steilhängen und Grabenbrüchen mit ebenem Boden geprägt.